# Placogorgia becena
Placogorgia becena is een zachte koraalsoort uit de familie Plexauridae. De koraalsoort komt uit het geslacht Placogorgia. Placogorgia becena werd in 1977 voor het eerst wetenschappelijk beschreven door Grasshoff. 